# Bothrideres interstitialis
Bothrideres interstitialis is een keversoort uit de familie knotshoutkevers (Bothrideridae). De wetenschappelijke naam van de soort werd in 1870 gepubliceerd door Lucas Friedrich Julius Dominikus von Heyden.